# جو سباركس
جو سباركس (بالإنجليزية: Joe Sparks) هو لاعب كرة قاعدة أمريكي، ولد في 15 مارس 1938 في McComas, West Virginia ‏ في الولايات المتحدة.

## وصلات خارجية
- جو سباركس على موقعبيزبول رفرنس.كوم (الدوري الثانوي) (الإنجليزية)